# Schinus spinosus
Schinus spinosus är en sumakväxtart som beskrevs av Adolf Engler. Schinus spinosus ingår i släktet Schinus och familjen sumakväxter. Inga underarter finns listade i Catalogue of Life.